# 宮岡愛
宮岡愛（MIYAOKA Ai，1984年11月24日—），日本女子武術運動員。神奈川縣出生，畢業於吉田中学校、横浜立野高校及横浜商業高校美容科，現隸屬於日本太極拳友会。

## 簡歷
2010年11月，宮岡愛代表日本出戰廣州亞運會，參加武術比賽，奪得女子太极拳太极剑全能銀牌。